# Battaglia di Ishigakibara
La battaglia di Ishikagihara (石垣原の戦い?, Ishikagihara no tatakai) avvenne in ottobre 1600 nell'isola di Kyūshū. La battaglia viene spesso chiamata anche battaglia di Ishigakibaru, battaglia Ishikakibara o battaglia Ishikakiwara.
Allo scoppio delle ostilità tra Ishida Mitsunari e Tokugawa Ieyasu, il clan Kuroda, il quale governava il feudo di Nakatsu nella provincia di Buzen, si schierò con i Tokugawa. Kuroda Nagamasa venne inviato con il grosso dei samurai Kuroda nel centro del Giappone e il padre Kuroda Yoshitaka rimase a Buzen.
Tuttavia numerosi signori dell'isola si unirono a Mitsunari e quindi Yoshitaka radunò un'armata di circa 10 000 uomini composta da samurai, ronin e contadini, e il 15 ottobre invase la provincia di Bungo che era in parte controllata da Ōtomo Yoshimune, schierato con Mitsunari. Yoshimune stava assediando in castello di Kitsuki, che era governato da Matsui Yasuyuki (servitore di Hosokawa Tadaoki, schierato con i Tokugawa), il quale si era rifiutato di schierarsi con Mitsunari. 
Le due armate vennero in contatto presso Ishikagihara il 19 ottobre. Muneyuki Yoshihiro, comandante delle forze Ōtomo, si scontrò con le forze Kuroda, ma venne sopraffatto dalla superiorità numerica e ucciso. Yoshimune, arrivato sul campo di battaglia, constatata la sconfitta si arrese.
Le forze Kuroda per i giorni successivi continuarono a conquistare castelli schieratisi con Mitsunari fino a quando non arrivò la notizia della vittoria Tokugawa a Sekigahara.